# Identifiant
Pour les articles homonymes, voir login et ID.
Un identifiant est une sorte de nom qui sert à identifier un objet précis dans un ensemble d'objets ; ou plus largement toute suite de caractères qui joue ce rôle-là. En principe, un identifiant devrait être unique pour chaque objet. En pratique (comme pour les noms de personnes ou de lieux) ce n'est pas toujours le cas, sauf s'il s'agit d'un ensemble d'identifiants défini par une norme technique.

## Métadonnée
Un identifiant de métadonnée est un signe, une étiquette ou un jeton indépendant du langage, qui identifie de manière unique un objet au sein d'un schéma d'identification. Un identificateur de suffixe est également utilisé comme un terme de représentation lors de la nomination d'un élément de donnée.

## En informatique
En informatique, les identifiants (ID pour IDentifier en anglais) sont des marqueurs lexicaux qui nomment des entités. Les identifiants sont pratiquement toujours utilisés par les systèmes de traitement de l'information. Identifier des entités permet de s'y référer, ce qui est essentiel pour tout type de traitement symbolique.

### Identifiant pour le langage informatique
Pour un langage informatique, les identifiants sont des jetons (également appelés symboles) qui nomment des entités de langage. Les entités qu'un identifiant peut désigner peuvent correspondre à des variables, des constantes, des types, des étiquettes (en), des sous-programmes, des objets et des modules.

### Identifiant d'utilisateur
Dans un système multi-utilisateur, l'identifiant de l'utilisateur  permet au système d’identifier une personne ou un appareil afin de lui donner accès à un compte d'utilisateur. Il s'agit le plus souvent d'un nom d'utilisateur (user name) unique à l’échelle du système ou d'un réseau et qui ne doit pas être confondu avec le nom usuel ou d'affichage (screen name).
L'opération qui déclenche l'ouverture d'une session et permet l'enregistrement de l'utilisateur dans un registre, consiste à transmettre l'identifiant de l'utilisateur au système, par le biais d'un gestionnaire de session. Les termes qui désignent cette procédure varient, selon le contexte. Ainsi on peut trouver: « se connecter » (to log on) à une base de données ou à un site web, « s'identifier », « s'enregistrer » (to log in), ou encore « ouvrir une session ».
L'identifiant d'utilisateur permet à un administrateur réseau, système ou de base de données de limiter pour chaque utilisateur les informations auxquelles il peut accéder, celles qu'il peut lire, celles qu'il peut modifier, celles qu'il peut copier, etc. Cette démarche se confère à une gestion des droits d'accès. L'identifiant permet d'autre part de conserver la trace exacte de toutes les opérations faites par un utilisateur, ou le nom de tous ceux qui sont intervenus sur des données, et d'en éditer un historique.

#### UNIX, Linux, Mac OS et systèmes POSIX
Pour les systèmes d'exploitation de type POSIX comme UNIX, Linux et Mac OS, le nom de l'utilisateur est appelé « nom du compte » et il est associé à un identifiant d'utilisateur UID. Sous Linux, ces informations sont stockés dans le fichier: /etc/passwd.

#### Windows
Pour les systèmes d'exploitation de la famille Windows NT qui sont orientés client (comme Windows XP, Vista, 7, 8, etc.) le nom usuel est appelé « nom complet ». Il permet de renommer un compte d'utilisateur sans altérer le nom de l'utilisateur qui est utilisé comme identifiant par certains composants du système. Le nom complet est uniquement utilisé pour l'affichage de l'interface graphique destiné aux utilisateurs (non administrateur), ce n'est donc pas un identifiant à proprement parler. Le nom d'utilisateur est quant à lui unique. Il est associé à un identifiant relatif RID à l’échelle d'un réseau local d'ordinateur appelé « groupe de travail » et à un identifiant de sécurité SID à l'échelle d'un domaine hiérarchisé depuis un annuaire Active Directory.

### Identifiant de base de données
Un « identifiant de base de données », aussi appelé « clé » key, est un code comportant indifféremment des chiffres et/ou des lettres permettant d'identifier un objet de base de données. D'une part il permet d'identifier un objet sans équivoque, d'autre part il permet de lier des tables entre elles avec la certitude que tel objet de telle table est bien lié au bon objet étranger (foreign key).
Un identifiant est « unique » s'il n'est attribué qu'une seule fois. Lorsque l'objet est supprimé, l'ID n'est pas recyclé sur un nouvel objet ; lorsque l'objet est modifié dans sa définition, il doit se voir attribuer un nouvel ID (ce qui a pour conséquence de créer un nouvel objet, et d'archiver l'ancien objet obsolète).
Le numéro de sécurité sociale en France n'est pas un identifiant unique car deux personnes nées à 100 ans d'intervalle, le même mois, dans la même commune, peuvent porter le même identifiant car le code ne prend pas en considération le siècle. On imagine que lors de sa création il y avait peu de personnes centenaires, et qu'il fallait économiser des ressources en réduisant le plus possible la longueur du code. 
Par exception, un identifiant peut rester inchangé lors de sa modification fondamentale si les définitions de l'objet sont archivées dans des tables différentes (la table objet est réduite à l'ID, au nom, à ses dates de création et de suppression). C'est le cas de l'ID Numéro de matricule URBSFA : lorsque les clubs portant les ID 552 et 1153 ont fusionné, ils sont marqués comme supprimés et un nouvel ID (4451) a été attribué à la nouvelle entité. Lorsque le club ID 11 change de nom en 1999 il ne change pas d'ID. Mais à l'inverse, lorsque les clubs ID 11 et 432 fusionnent, l'ID de l'acquéreur (11) est maintenu à la suite d'un changement de politique d'administration de la base de données.
Exemples d'identifiants uniques (et de leurs acronymes) :
- URI Uniform Resource Identifier
- PURL Persistent uniform resource locator
- LSID Life science identifier
- DOI Digital Object Identifier
- UUID Universally Unique Identifier
- GUID Globally Unique Identifier
- HTTP HyperText Transfer Protocol
- URN Uniform Resource Name
- URL Uniform Resource Locator
- ARK Archival Resource Key
- SINP Système d'information sur la nature et les paysages
- DEE Donnée élémentaire d'échange

### Identifiant pour objet informatique
En CSS, l'identifiant ou ID est un sélecteur d'élément qui doit être unique. Par exemple, sur cette page de wiki, il est possible de modifier les propriétés du titre du sommaire à travers son ID nommé « toctitle » (abréviation de l'anglais table of contents title, « titre de la table des matières »).
De même en HTML, on peut utiliser simplement <div>contenu</div> pour créer une section (division), mais on peut aussi l'identifier (par exemple pour la styliser avec le CSS) en nommant la balise ainsi : <div id="123ABC">contenu</div>.